# Bisonte lamiendo su costado

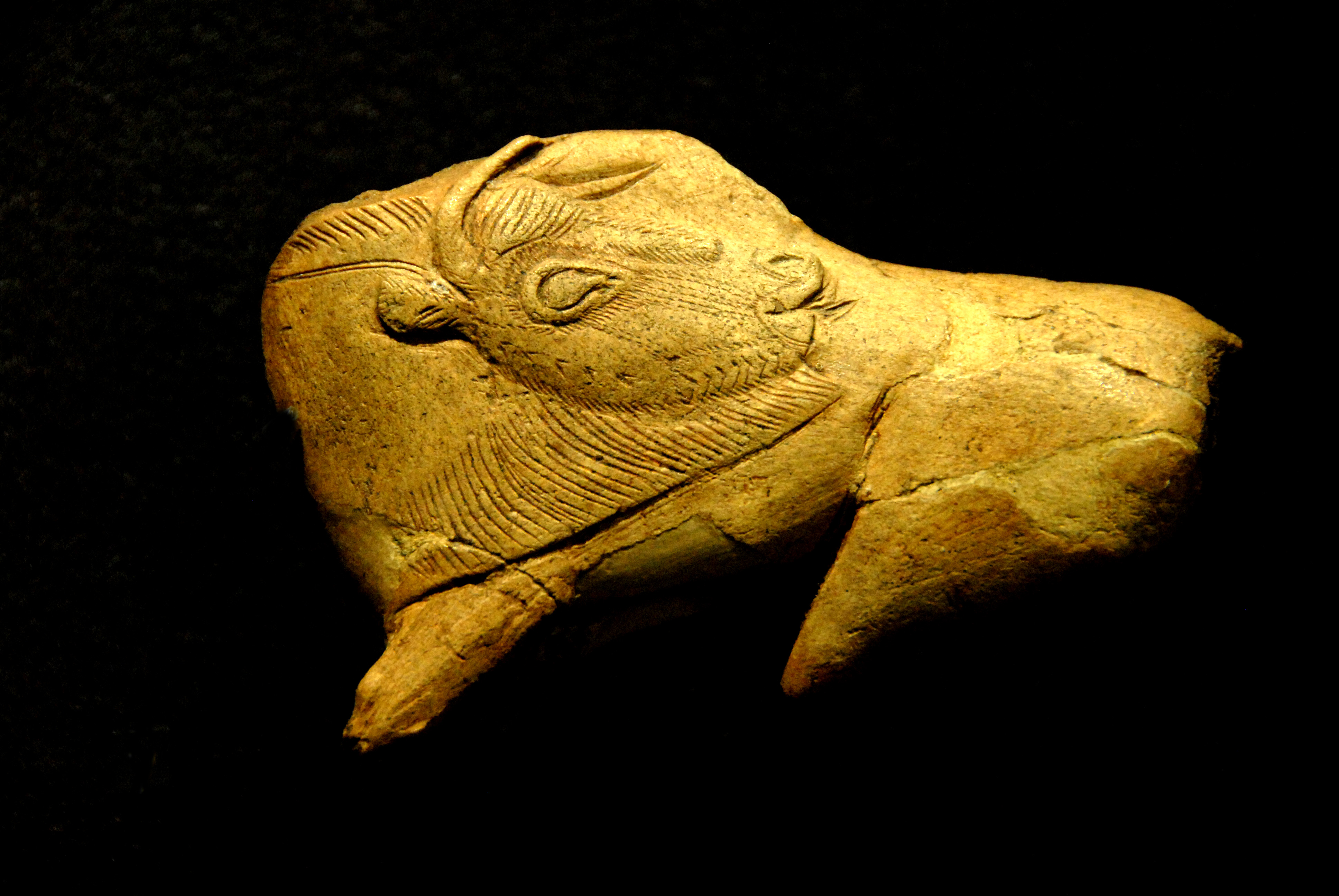
Fragmento de cuerno de reno tallado con un motivo de bisonte. Museo Nacional de Prehistoria de Eyzies

Bisonte lamiendo su costado (En francés: "bison se léchant") es una escultura prehistórica del Paleolítico superior, encontrada en la cueva de Abri de la Madeleine cerca de Tursac en Dordoña, Francia. La escultura representa a un bisonte lamiendo su costado. Según el Museo Nacional de Prehistoria de Eyzies fue realizada en el 13 000 a. C.

## Datación
Creado en algún momento entre 20.000 y 12.000 BP. Según el Museo Nacional de Prehistoria de Eyzies: 15.000 BP (13 000 a. C.) 

## Descripción
Es un fragmento tallado en un lanzadardos hecho con asta de reno. Representa la figura de un bisonte, de la especie extinta Bison priscus con la cabeza rotada y mostrando la lengua extendida. Se ha sugerido que el lanzadardos se rompió por lo que el tallado se realizó a partir del fragmento, de ahí la necesidad de mostrar la cabeza rotada hacia atrás del animal para adaptarse a la estructura existente.

## Trayectoria
Anteriormente estuvo en el Musée des Antiquites Nationales, St. Germain-en-Laye, pero ha sido transferido al Museo Nacional de Prehistoria de Eyzies en Les Eyzies-de -Tayac-Sireuil que abrió en 2004, no lejos de su lugar de hallazgo. 